# 格尔德·施特兰岑
格尔德·施特兰岑（德語：Gerd Strantzen，1897年12月12日—1958年8月30日），德国男子曲棍球运动员，所属俱乐部是柏林人HC。他曾代表德国参加1928年夏季奥林匹克运动会曲棍球比赛，获得一枚铜牌。